# 하즈 슬레이만
하즈 슬레이만(아랍어: هاز سليمان, 영어: Haaz Sleiman, 1976년 7월 1일 ~ )은 아랍에미리트에서 태어난 레바논과 미국의 배우이다.

## 출연 작품

### 영화
- 이터널스 (2021년) - 벤 역